# Krigsåret 1865

## Pågående krig
- Amerikanska inbördeskriget (1861 - 1865)[1]
  - USA (Nordstaterna) på ena sidan
  - Amerikas konfedererade stater (Sydstaterna) på andra sidan

- Franska interventionen i Mexiko (1861-1867)

- Nyzeeländska krigen (1845-1872)
  - Brittiska imperiet på ena sidan.
  - Maori på andra sidan.

- Trippelallianskriget (1864 - 1870)[1]
  - Paraguay på ena sidan
  - Brasilien, Argentina och Uruguay på andra sidan

## Händelser

### April
- 2 - Belägringen av Petersburg avslutas med Petersburgs kapitulation
- 9 - Amerikanska inbördeskriget avslutas med Slaget vid Appomattox. General Robert Lee kapitulerar till Ulysses Grant.

### Fotnoter
1. 1 2  ”World Statesmen”. http://www.worldstatesmen.org/WARS.html. Läst 28 juni 2011.